# Combretum basilei
Combretum basilei är en tvåhjärtbladig växtart som beskrevs av Emilio Chiovenda. Combretum basilei ingår i släktet Combretum och familjen Combretaceae. Inga underarter finns listade i Catalogue of Life.